# Bart Gordon
Pour les articles homonymes, voir Gordon.
Barton Jennings Gordon dit Bart Gordon est un homme politique américain né le 24 janvier 1949 à Murfreesboro (Tennessee). Membre du Parti démocrate, il est élu du Tennessee à la Chambre des représentants des États-Unis de 1985 à 2011.

## Biographie
Bart Gordon est né et a grandi à Murfreesboro dans le Tennessee. Il est diplômé d'un baccalauréat universitaire de l'université d'État du centre du Tennessee en 1971 puis d'un doctorat en droit de l'université du Tennessee en 1973, après avoir servi dans la United States Army (1971-72). Gordon exerce la profession d'avocat.
Gordon s'engage au sein du Parti démocrate du Tennessee, dont il devient directeur exécutif (1979) puis président (1981-83).
En 1984, Gordon est élu à la Chambre des représentants des États-Unis en rassemblant 63 % des voix face au républicain Joe Simpkins. Il succède au démocrate Al Gore. Au cours des trois élections suivantes, il est réélu avec plus de deux tiers des voix. En 1992, il n'est réélu qu'avec 56,6 % suffrages devant Marsha Blackburn. Lors de la vague républicaine de 1994, il remporte un nouveau mandat d'extrême justesse avec 50,6 % des voix face à Steve Gill. À partir de cette époque, Gordon commence à voter de manière plus conservatrice.
Le représentant est reconduit avec environ 54,5 % des suffrages en 1996 (face à Gill) et en 1998. À partir de 2000, il est réélu tous les deux ans avec plus de 62 % des bulletins exprimés dans une circonscription pourtant favorable aux républicains (George W. Bush et John McCain l'ont remportée avec plus de 60 % des voix en 2004 et 2008).
Gordon préside la commission sur la science et la technologie lors des 110e et 111e congrès. En décembre 2009, il annonce qu'il ne sera pas candidat à un nouveau mandat en novembre 2010, souhaitant consacrer davantage de temps à sa famille. Des sondages républicains le donnent alors en danger après ses votes critiqués en faveur de l'Obamacare et du marché des droits à polluer.
Après son retrait de la vie politique, Gordon rejoint le cabinet d'avocats K&L Gates à Washington pour traiter des questions d'énergie.

## Positions politiques
À la Chambre des représentants, Gordon est membre de la Blue Dog Coalition, regroupant les démocrates conservateurs.